# Leslie David Baker
Leslie David Baker (19 de febrero de 1958) es un actor estadounidense conocido por su papel de Stanley Hudson  en la serie de NBC The Office.

## Biografía
Tuvo pequeños papeles en Scrubs y apareció en That '70s Show, como un portero después de un concierto de Ted Nugent. Fue un empleado de una oficina en una serie de anuncios de OfficeMax Hombre Rubberband. 
Tiene un B.S. en Psicología de la Universidad Loyola de Chicago y un M.S. en Administración de Servicios Humanos del Colegio de Spertus Judaica en Chicago. Enseñó educación especial, los grados K-8, mientras trabajaba. Se mostró reacio a trasladarse a Hollywood, ya que consideró que era importante para lograr primero la seguridad financiera. 
Fue un oficial de policía en Malcolm in the Middle y un guardia de seguridad. 
Está casado, pero no ha mencionado más detalles que ese.

## Filmografía
1. "¡Cámara y acción!" - Guardia.
2. "Judging Amy" Serie (2000) - Tio Vin Arlen.
3. Road to Redemption (2001) - Conductor de la grúa.
4. That '70s Show Serie (2001) - Conserje.
5. "Just Shoot Me!" (2002) - Hombre.
6. "The Guardian" Serie (2001-03) - Teddy Desica.
7. Malcolm in the Middle Serie (2002-03) - Policía.
8. Scrubs Serie (2003) - Paciente.
9. "Line of Fire" Serie (2004) - Paciente.
10. Elizabethtown (2005) - Seguridad de los aeropuertos.
11. The Office (2005-2013) - Stanley Hudson.
12. The Office: The Accountants (2005) - Stanley Hudson.
13. The Office: Kevin's Loan (2008) - Stanley Hudson.
14. Wish I Was Here (2014)
15. Austin & Ally (2015) Inspector Schxlumbraugh
16. Raven's Home - Director Wentworth (2017)
17. Hard Miles - Skip Bowman (2023)[3]